# Nitraatrichtlijn
De Nitraatrichtlijn (91/676/EEG) is een Europese richtlijn die het gebruik van stikstof in de landbouw reguleert om watervervuiling van oppervlaktewater en grondwater te voorkomen.
Europese richtlijnen zijn niet direct van toepassing op de inwoners van lidstaten, maar moeten door de lidstaten worden vertaald in nationale regelgeving. In Nederland is de Nitraatrichtlijn vertaald in het Actieprogramma Nitraatrichtlijn. In Vlaanderen wordt de Nitraatrichtlijn vertaald via het Mestdecreet en de daaruit voortvloeiende actieprogramma’s, bekend als het MAP of Mestactieplan. Sinds de invoering van de Nitraatrichtlijn zijn er in Vlaanderen al meerdere Mestactieplannen opgesteld. 
De Nitraatrichtlijn bevat gebruiksnormen voor het gebruik van dierlijke mest en stikstofkunstmest. De hoeveelheid stikstof die op het land gebracht mag worden is afhankelijk van de teelt. Voor alle teelten geldt echter een maximum van 170 kg stikstof per hectare uit dierlijke mest, tenzij de lidstaat hiervoor een uitzondering (derogatie) heeft gekregen.

## Derogatie
De Nitraatrichtlijn biedt de mogelijkheid voor lidstaten om een uitzondering te krijgen voor het gebruik van dierlijke mest. Deze derogatie wordt in de praktijk alleen gegeven voor grasland in de melkveehouderij in gebieden waar de graslandopbrengst hoog is, zoals Nederland. Aan de derogatie is de opdracht verbonden de effecten ervan te monitoren en jaarlijks te rapporteren, hetgeen in Nederland door het RIVM gedaan wordt.
Anno 2013 hebben de landen Denemarken, Duitsland, Verenigd Koninkrijk, Ierland, België (alleen voor Vlaanderen), Italië (alleen voor Lombardije, Piemonte en Emilia-Romagna) en Nederland derogatie gekregen.